# Nuova Maggioranza
Nuova Maggioranza (esp: Nueva Mayoría) è stata una coalizione elettorale del Cile sorta in vista delle elezioni presidenziali del 2013.
La coalizione ha il principale obiettivo di eliminare le disparità di istruzione, garantendo un'educazione universale gratuita. Altri obbiettivi sono una migliore sanità e riforme a sostegno dei lavoratori..
La sua candidata era Michelle Bachelet (che è stata eletta col 62,16%), esponente di primo piano del Partito Socialista Cileno, già stata in passato presidente del Cile.

## Partiti membri
- Partito Democratico Cristiano del Cile. Partito di centro democratico orientato a sinistra fondato nel 1957 da Eduardo Frei Montalva ex leader del Partito Conservatore Cileno di tendenza centrista, ispirandosi ai partiti democristiani della Germania di Konrad Adenauer e dell'Italia Alcide De Gasperi. È un partito che incarna il cristianesimo sociale e riformista con un programma sociale ed economico particolarmente progressista. A partire dagli anni ottanta si è schierato su posizioni di centrosinistra alleandosi con formazioni politiche di sinistra democratica. IL PDC ha espresso due presidenti nell'ambito della Concertación: Patricio Aylwin (1990-1994) ed Eduardo Frei Ruiz-Tagle (1994-2000). Attuale leader è Ignacio Walker. La DC fa parte dell'Internazionale Democratica Centrista.
- Partito Socialista del Cile. Partito politico di centrosinistra socialista democratico fondato nel 1933 da Salvador Allende assieme ad altri esponenti del mondo sindacale e operaio. Inizialmente era da considerare il partito come una formazione di tipo marxista ma nel corso del tempo ha moderato le sue posizioni politiche avvicinandosi alla socialdemocrazia e al socialismo democratico. Durante la dittatura è stato dichiarato illegale e il PS si è diviso in numerose correnti che si sono riunite solo a partire dagli anni novanta. Il PS ha espresso due presidenti del Cile nell'ambito della Concertación: Ricardo Lagos (2000-2006) e Michelle Bachelet (dal 2006). Leader del partito dal congresso del 2010 è Osvaldo Andrade. È affiliato all'Internazionale Socialista.
- Partito per la Democrazia. Partito di centrosinistra socialdemocratico riformista fondato nel 1987 dal socialista Ricardo Lagos. Nel partito sono confluiti politici provenienti dal mondo socialista, liberalismo progressista e del ecologista. Il Partito per la Democrazia venne creato come partito sostitutivo al Partito Socialista Cileno in quanto proibito dalla dittatura militare ma dopo la ricostituzione dello stesso il PPD ha continuato ad esistere moderando la sua linea politica. Il PPD ha espresso un solo presidente, ossia il suo fondatore nonché il militante del PS Ricardo Lagos. Attuale presidente del partito è Carolina Tohá. Il PPD fa parte dell'Internazionale Socialista.
- Partito Radicale Social Democratico. Partito di centrosinistra incline al radicalismo, al liberalismo sociale e alla socialdemocrazia. Fondato nel 1994 dall'unione tra Partito Radicale del Cile e Partito della Socialdemocrazia Cilena. Il suo leader è José Antonio Gómez, senatore e candidato alle primarie per le elezioni presidenziali 2009. Il partito fa parte dell'Internazionale Socialista.
- Partito Comunista del Cile. Abbreviato anche in PCC (da non confondersi con il Partito Comunista di Cuba) è un partito di sinistra di ispirazione comunista e marxista-leninista. I suoi storici leader sono stati Luis Emilio Recabarren, Pablo Neruda e Luis Corvalán. Fa parte del Forum di San Paolo, gruppo sudamericano che riunisce i maggiori partiti di sinistra.
- Partito della Sinistra Civica del Cile. Partito che, come erede della Sinistra Cristiana, si ispira perlopiù alla teologia della liberazione, in particolare ai concetti di socialismo cristiano e cristianesimo sociale. Aderisce al Forum di San Paolo come il PCC.
- Movimento Ampio Sociale. Piccolo movimento/Partito che sostiene il socialismo del XXI Secolo, e in minor misura il Neomarxismo. È forse il partito più a sinistra nella coalizione dopo il PCC.